# Cladodeptus iquitus
Cladodeptus iquitus är en mångfotingart som beskrevs av Chamberlin 1941. Cladodeptus iquitus ingår i släktet Cladodeptus och familjen Spirostreptidae. Inga underarter finns listade i Catalogue of Life.